# Joanna Worek
Joanna Worek (sinh ngày 23 tháng 1 năm 1986) là một vận động viên cờ vua người Ba Lan và Cộng hòa Séc đang giữ danh hiệu Nữ Đại kiện tướng (WGM).

## Sự nghiệp
Năm 2001, cô giành huy chương đồng tại Giải vô địch cờ vua trẻ thế giới ở hạng mục nữ U16. Worek đã chuyển quốc tịch từ Ba Lan sang Cộng hòa Séc vào năm 2016. Cùng năm, cô giành chức vô địch Cờ vua nữ của Cộng hòa Séc.
Trong các sự kiện đồng đội, Worek chơi cho Ba Lan tại Olympic Cờ vua nữ năm 2012 và Giải vô địch cờ vua đồng đội nữ châu Âu năm 2013. Từ năm 2016, cô chơi cho đội tuyển Séc tại Olympic cờ vua nữ, Giải vô địch đồng đội nữ châu Âu và Cúp Mitropa nữ.